# 王利民 (1949年)
王利民（1949年9月—），男，内蒙古宁城人，中华人民共和国政治人物，曾任黑龙江省政协副主席。

## 生平
王利民出生于1949年8月，1968年8月开始参加工作，1972年12月加入中国共产党，毕业于黑龙江省委党校党政干部专修科，大专学历，为高级政工师。曾在黑龙江省伊春市担任副市长、市委常委、市委副书记、林管局局长等职。2000年调入黑龙江省财政厅担任厅长，2001年任黑龙江省人民政府副省长，2008年1月起担任黑龙江省政协副主席。